# کوئی (نیومکزیکو)
کوئی (به انگلیسی: Quay) یک منطقهٔ مسکونی در ایالات متحده آمریکا است که در 	شهرستان کوئی، نیومکزیکو واقع شده‌است. کوئی ۱٬۳۰۶٫۰۸ متر بالاتر از سطح دریا واقع شده‌است.